# منير ريشوني
منير ريشوني (بالألمانية: Munier Raychouni)‏ (من مواليد 29 ديسمبر 1986/1984 ) هو مدرب ولاعب كرة قدم ألماني لبناني سابق،  ولد في برلين، ألمانيا لأب لبناني وأم ألمانية، أعرب عن رغبته في تمثيل المنتخب اللبناني لكرة القدم في المسابقات وتدريبهم خلال زيارته هناك عام 2005.

## مهنته

### سنغافورة
انتقل إلى سنغافورة للتجارب مع نادي وودلاندز ويلينجتون في يناير 2011،  وبتواصله مع لاعب كرة القدم الكندي سيرجيو دي لوكا،  وقع رايشوني في النهاية عقدًا لمدة عام مع النادي،  وكان أول ظهور له في مباراة أمام هوجانج يونايتد انتهت بخسارة بنتيجة 0-1 ولعب فيها 90 دقيقة كاملة. وكان مركزه «قلب وسط» طوال فترة إقامته هناك.

### لبنان
كان ريشوني متعاقدًا مع نادي الصفاء بيروت في الدوري اللبناني الممتاز لموسم 2012-13، وشارك في كأس الاتحاد الآسيوي 2013 أيضًا.

### تجارب تايلاند والهند
في يوليو 2013، تواصل «باتايا يونايتد» من الدوري التايلاندي الممتاز بمنير للتفاوض بشأن عملية نقل محتملة، لكن هذه الخطوة لم تتم،  وفي العام التالي حاول الخروج مع نادي سالغاوكار، ثم من الدوري الهندي الأول  ولم يصنع الفريق.

### البحرين
بموجب عقد مع عيسى تاون كلوب من دوري الدرجة الثانية البحريني ‏ لموسم 2014-15، وكان المدافع راضٍ عن تجربة اللعب في الخارج ولكن أعرب عن رغبته في العودة إلى ألمانيا.

## روابط خارجية
- منير ريشوني على موقع قاعدة بيانات كرة القدم.إي يو (الإنجليزية)
- منير ريشوني على موقع Soccerway.com (الإنجليزية)
- الملف الشخصي في soccerway
- صفحة منير في Footballdatabase.eu